# Swings Both Ways
Swings Both Ways ist das zehnte Studioalbum des englischen Popmusikers Robbie Williams.
Das Album wurde am 15. November 2013 veröffentlicht. Es knüpft an Williams’ bis dato erfolgreichstes Album Swing When You’re Winning (2001) an.

## Hintergrund
Als Produzent trat erstmals seit Williams’ Album Escapology wieder Guy Chambers in Erscheinung, der auch als Co-Songwriter der Titel Shine My Shoes, Go Gentle, Swing Supreme, Swings Both Ways, Snowblind, No One Likes a Fat Pop Star, und Where There’s Muck fungierte. Am Titel Wedding Bells wirkte Gary Barlow mit.
Neben diesen neuen Stücken (in der Titelliste mit einem Sternchen (*) gekennzeichnet) enthält Swings Both Ways, wie schon Swing When You’re Winning, zahlreiche Coverversionen: I Wan’na Be Like You stammt aus dem Soundtrack zum Disney-Film Das Dschungelbuch. Williams nahm den Titel im Duett mit Olly Murs auf. If I Only Had a Brain entstammt der Feder von Harold Arlen und E. Y. Harburg und wurde 1939 für den Musicalfilm Der Zauberer von Oz verwendet. Dort wird er von der Vogelscheuche gesungen. Der 1980 im Film Blues Brothers verwendete Titel Minnie the Moocher von Cab Calloway und Irving Mills fand ebenso seinen Weg auf das Album wie der 1929 von Irving Berlin geschriebene Jazzstandard Puttin’ on the Ritz und der 1946 erstmals veröffentlichte und unter anderen durch Tennessee Ernie Ford bekannt gewordene sozialkritische R’n’B-Klassiker 16 Tons. Dream a Little Dream of Me, 1968 ein Hit für The Mamas and the Papas und laut National Public Radio eines der hundert bedeutendsten amerikanischen musikalischen Werke des 20. Jahrhunderts, sang Williams für das Album zusammen mit Lily Allen ein. Zusätzlich nahm Williams seinen Hit Supreme vom Album Sing When You’re Winning in einer Swing-Fassung (Swing Supreme) neu auf.
Als erste Single wurde das Lied Go Gentle ausgekoppelt, das Williams als „Schutzversprechen“ für seine Tochter geschrieben und aufgenommen hatte:

“[…] It’s about my daughter, Teddy. Go Gentle is a promise of protection. It’s a song that I want to live up to, because it’s actually the most important thing I will do on the planet while I’m here – either be a good or a bad dad. Way more important than four nights at Wembley, three nights at Knebworth.”

„[…] Es geht um meine Tochter, Teddy. Go Gentle ist ein Schutzversprechen. Es ist ein Lied, dem ich im Leben gerecht werden möchte, weil es wirklich das Wichtigste ist, was ich auf diesem Planeten tun werde, solange ich hier bin: Entweder ein guter oder ein schlechter Vater sein. Sehr viel wichtiger als vier Abende in Wembley, drei in Knebworth.“

Neben Olly Murs und Lily Allen wirkten auf dem Album auch Kelly Clarkson (Little Green Apples), Michael Bublé (Soda Pop), und Rufus Wainwright, der mit Williams und Chambers Swings Both Ways geschrieben hatte, mit.

## Titelliste
| Nr. | Titel                       | Interpreten                       | Komponisten & Texter                                                    | Länge |
| --- | --------------------------- | --------------------------------- | ----------------------------------------------------------------------- | ----- |
| 1.  | Shine My Shoes              | Robbie Williams                   | Robbie Williams, Guy Chambers, Chris Heath                              | 3:23  |
| 2.  | Go Gentle                   | Robbie Williams                   | Robbie Williams, Guy Chambers, Chris Heath                              | 4:31  |
| 3.  | I Wan’na Be Like You        | Robbie Williams, Olly Murs        | Richard M. Sherman, Robert B. Sherman (1967)                            | 3:31  |
| 4.  | Swing Supreme               | Robbie Williams                   | Robbie Williams, Guy Chambers, Dino Fekaris, Frederick Perren           | 3:17  |
| 5.  | Swings Both Ways            | Robbie Williams, Rufus Wainwright | Robbie Williams, Guy Chambers, Rufus Wainwright                         | 3:58  |
| 6.  | Dream a Little Dream        | Robbie Williams, Lily Allen       | Gus Kahn, Fabian Andre, Wilbur Schwandt (1931)                          | 3:33  |
| 7.  | Soda Pop                    | Robbie Williams, Michael Bublé    | Robbie Williams, Kelvin Andrews, Scott Ralph, Rich Scott, Danny Spencer | 3:19  |
| 8.  | Snowblind                   | Robbie Williams                   | Robbie Williams, Guy Chambers                                           | 3:19  |
| 9.  | Puttin’ on the Ritz         | Robbie Williams                   | Irving Berlin (1929)                                                    | 2:32  |
| 10. | Little Green Apples         | Robbie Williams, Kelly Clarkson   | Bobby Russell (1968)                                                    | 3:16  |
| 11. | Minnie the Moocher          | Robbie Williams                   | Cab Calloway, Irving Mills, Clarence Gaskill (1929)                     | 3:41  |
| 12. | If I Only Had a Brain       | Robbie Williams                   | Harold Arlen, E. Y. Harburg (1937/39)                                   | 3:52  |
| 13. | No One Likes a Fat Pop Star | Robbie Williams                   | Robbie Williams, Guy Chambers, Chris Heath                              | 2:52  |

Deluxe Edition Bonus-Titel
| Nr. | Titel                                         | Interpreten     | Komponisten & Texter          | Länge |
| --- | --------------------------------------------- | --------------- | ----------------------------- | ----- |
| 14. | Where There’s Muck                            | Robbie Williams | Robbie Williams, Guy Chambers | 4:09  |
| 15. | 16 Tons                                       | Robbie Williams | umstritten (30er/40er)        | 2:36  |
| 16. | Wedding Bells                                 | Robbie Williams | Robbie Williams, Gary Barlow  | 4:35  |
| 17. | Swings Both Ways Bonus Studio Footage (Video) |                 |                               | 10:37 |

## Kommerzieller Erfolg

### Chartplatzierungen
| ChartsChartplatzierungen     | Höchstplatzierung | Wochen |
| ---------------------------- | ----------------- | ------ |
| Deutschland (GfK)            | 1 (31 Wo.)        | 31     |
| Österreich (Ö3)              | 1 (34 Wo.)        | 34     |
| Schweiz (IFPI)               | 1 (23 Wo.)        | 23     |
| Vereinigtes Königreich (OCC) | 1 (27 Wo.)        | 27     |

| ChartsJahrescharts (2013)    | Platzierung |
| ---------------------------- | ----------- |
| Deutschland (GfK)            | 2           |
| Österreich (Ö3)              | 3           |
| Schweiz (IFPI)               | 18          |
| Vereinigtes Königreich (OCC) | 4           |

| ChartsJahrescharts (2014)    | Platzierung |
| ---------------------------- | ----------- |
| Deutschland (GfK)            | 53          |
| Österreich (Ö3)              | 5           |
| Schweiz (IFPI)               | 12          |
| Vereinigtes Königreich (OCC) | 70          |

### Auszeichnungen für Musikverkäufe
| Land/Region                  | Auszeichnungen für Musikverkäufe (Land/Region, Auszeichnung, Verkäufe) | Verkäufe    |
| ---------------------------- | ---------------------------------------------------------------------- | ----------- |
| Australien (ARIA)            | Platin                                                                 | 70.000      |
| Dänemark (IFPI)              | Gold                                                                   | 10.000      |
| Deutschland (BVMI)           | 5× Gold                                                                | 500.000     |
| Europa (IFPI)                | Platin                                                                 | (1.000.000) |
| Irland (IRMA)                | Gold                                                                   | 7.500       |
| Italien (FIMI)               | Gold                                                                   | 30.000      |
| Neuseeland (RMNZ)            | Gold                                                                   | 7.500       |
| Österreich (IFPI)            | 4× Platin                                                              | 80.000      |
| Polen (ZPAV)                 | Gold                                                                   | 10.000      |
| Schweiz (IFPI)               | Platin                                                                 | 20.000      |
| Tschechien (IFPI)            | Platin                                                                 | 10.000      |
| Ungarn (MAHASZ)              | Gold                                                                   | 3.000       |
| Vereinigtes Königreich (BPI) | 2× Platin                                                              | 600.000     |
| Insgesamt                    | 7× Gold · 12× Platin ·                                                 | 1.348.000   |

Hauptartikel: Robbie Williams/Auszeichnungen für Musikverkäufe